# Raed Arafat
Raed Arafat (n. 24 mai 1964, Damasc, Siria) este un medic român de origine arabo-palestiniană, născut în Siria, specializat în anestezie-terapie intensivă. A crescut în Nablus, Cisiordania, iar la vârsta de 16 ani (în 1981) a emigrat în România, pentru a studia medicina. În septembrie 1990 a început să pună bazele Serviciulului Mobil de Urgență Reanimare și Descarcerare (SMURD) la Târgu Mureș, devenit ulterior serviciul medical național de intervenție rapidă.

## Biografie
Raed Arafat s-a născut pe 24 mai 1964 în Damasc, capitala Siriei, dar a copilărit în orașul Nablus, aflat în nordul Cisiordaniei (pe atunci făcând parte din Regatul Hașemit al Iordaniei). Acolo, împreună cu alți colegi de clasă, a înființat o echipă de prim ajutor, fapt care a evidențiat pasiunea sa pentru medicina de urgență. În anul 1981, la vârsta de 16 ani, a emigrat în România pentru a studia medicina.
A studiat limba română la Pitești, iar ulterior, a urmat cursurile Universității de Medicină din Târgu Mureș și s-a specializat la Târgu Mureș și Cluj în anestezie terapie intensivă.
În septembrie 1990, cu ajutorul Clinicii de Anestezie Terapie Intensivă, sunt puse bazale unui centru de urgență asemănător celor din Uniunea Europeană, format dintr-un echipaj calificat medicalizat. Inițial, serviciul a funcționat sub denumirea SMUR (Serviciul Mobil de Urgență și Reanimare) deoarece la acea vreme nu se puteau face descarcerări. De-a lungul anilor `90, serviciul de urgență a continuat să se dezvolte, stabilind legături de profil în mai multe state europene, printre care Marea Britanie și Norvegia. În prezent, SMURD este prezent în 36 de județe, inclusiv în București.
La 23 august 2007 premierul de atunci al României, Călin Popescu-Tăriceanu, l-a numit subsecretar de stat în Ministerul Sănătății Publice. Din cauza unor conflicte politice cauzate de criticile pe care Arafat le-a adresat privind reforma din sistemul sanitar, acesta a fost nevoit să demisioneze din funcție pe 10 ianuarie 2012. Pentru o perioadă de o săptămână, postul de subsecretar a fost ocupat de medicul Andrei Georgescu, iar în urma mai multor proteste care au izbucnit în București și în alte orașe din România, Raed Arafat a fost repus în funcție de către premierul Emil Boc pe 17 ianuarie 2012.
La 1 octombrie 2012 a fost numit ministrul interimar al Sănătății, funcție la care a renunțat a doua zi. Pe 7 noiembrie 2012, Raed Arafat a acceptat să devină ministru al Sănătății, preluând funcția de la premierul Victor Ponta, care asigurase interimatul. La ceremonia de numire în funcție, având la dispoziție și Biblia și Coranul, a ales să depună jurământul doar pe Constituția României.
În ianuarie 2014 a fost numit șef al Departamentului pentru Situații de Urgență (DSU), creat în cadrul Ministerului pentru Afaceri Interne. În martie 2022, Curtea de Apel din Alba Iulia a descoperit că el a uzurpat calități oficiale ale DSU-ului și, în consecință, toate actele semnate de el sunt false. 

### Viață personală
Raed Arafat a declarat că nu este căsătorit.

## Distincții
În anul 2003 a primit Ordinul Național „Pentru Merit” în gradul de Cavaler de la președintele Ion Iliescu, pentru întreaga activitate științifică și de cercetare, pentru contribuția deosebită la dezvoltarea și promovarea tehnologiei informației și comunicațiilor în România.
La 31 decembrie 2005, Raed Arafat a fost decorat de către Traian Băsescu, președintele României, cu Ordinul Național „Pentru Merit” în grad de Ofițer, ca recunoaștere a eforturilor depuse în salvarea oamenilor la inundații și pentru eforturile depuse zi de zi pentru salvarea vieților a numeroși români. De asemenea, tot datorită muncii depuse de echipa sa, publicația Jurnalul Național l-a numit pe doctorul Arafat „Omul zilei”.
În 2010, a fost numit profesor invitat la Universitatea de Medicină și Farmacie „Victor Babeș” din Timișoara.
Pe 30 iunie 2012 a fost desemnat membru de onoare al Academiei Americane de Medicină de Urgență, pentru sprijinul acordat la dezvoltarea acestui sistem primind și premiul pentru "leadership" (talentul de conducător).
La 1 martie 2013, Raed Arafat a fost decorat de Casa Regală a României cu distincția „Nihil Sine Deo”, pentru modelul profesional pe care îl promovează.